# ジョー・ソルモニーズ
ジョー・ソルモニーズ（Joe Solmonese）はアメリカのLGBT人権活動家。

## 経歴
マサチューセッツ州出身。ボストン大学を卒業。一時はジョージ・H・W・ブッシュの対抗馬マイケル・デュカキス候補の参謀だった。
2005年から人権団体Human Rights Campaignの会長を務めている。ロビー活動とテレビ出演でLGBTの人権を訴えている。
カリフォルニア州のシュワルツェネッガー知事が同性結婚法案に署名を拒否した事に「法の下の平等の実現を遅らせている」と批判する声明をいち早く出した。